# تين بسلي الثمار
تين بسلي الثمار[بحاجة لمصدر] (الاسم العلمي:Ficus pisifera) هو نوع من النباتات يتبع جنس التين من الفصيلة التوتية.